# Доля, Евдокия Ивановна
Евдокия Ивановна Доля (укр. Євдокія (Явдоха) Іванівна Доля настоящая фамилия Верховинец-Костева; 1885—1988) — украинская советская актриса.

## Биография
Родилась 1 марта 1885 года в Полтаве в многодетной семье. Отец, Иван Погорелый, в зрелом возрасте переквалифицировался из наборщика типографии в регента. Руководил хором в епархиальном училище, где с восьми лет училась и пела и Евдокия. Играла также в драматической студии при русском театре «Красный факел». Во время гастролей на репетицию посетили именитые артисты Николай Садовский, Иван Марьяненко, Северин Паньковский. Девушка солировала в кантате Николая Лысенко «Бьют пороги». После прогона Садовский пошутил: «Голос я слышал, артистки же не вижу» (из-за её невысокого роста).
В двадцать один год Евдокия приехала в Киев в составе труппы Николая Садовского в первый стационарный украинский театр. Там познакомилась с Василием Верховинцем, а через два года они поженились.
Незадолго до революции Верховинцы вернулись в Полтаву — перешли в «Общество украинских актёров» под руководством Ивана Марьяненко.
В первые годы советской власти там образовался национальный концертно-театральный центр. Десять лет (с 1919-го до 1929-го) там работала Верховинец-Костева, гастролировала с группой солистов страной. Василий Николаевич начал «Женский хоровой театрализованный ансамбль» («Жинхоранс»). Его артисты театрализовали песни.
Доля стала режиссёром. В середине тридцатых в Москве состоялась первая «Декада украинской литературы и искусства». Василий Верховинец тогда поставил обрядовые танцы к опере Н.В.Лысенко «Наталка-Полтавка».
В 1938 году Василия Верховинца арестовали, обвинили в «вольнодумстве», а впоследствии расстреляли. Евдокию Ивановну сослали в Казахстан, где она пробыла с 1938-го до 1944-го. Вернулась на родную Полтавщину, в областную филармонию. Сначала была декламатором, а затем возглавила вновь ансамбль и снова гастролировала вплоть до выхода на пенсию в 1959 году.
Ушла из жизни 15 ноября 1988 года в Киеве.

## Фильмография
- 1931 — Колиивщина — мать невесты
- 1961 — За двумя зайцами — эпизод (нет в титрах)